# John Ashbery
John Ashbery (Rochester, Nova York, 28 de juliol de 1927 - Hudson, Nova York, 3 de setembre del 2017) fou un poeta estatunidenc, que destacà durant la segona meitat del segle xx.
Estudià a les universitats de Harvard i Columbia i es doctorà amb una tesi sobre W. H. Auden. Formà part de l'anomenada "escola de Nova York" que comandava el seu amic Andy Warhol. Va exercir la crítica literària a les revistes The New Yorker, Newsweek i ARTNews, i durant força anys fou director de l'edició europea del diari Herald Tribune. Aprofitant la seva estada a París per exercir aquesta feina, traduí a l'anglès la majoria de la poesia surrealista francesa.
El seu estil poètic proposà una superació del surrealisme mitjançant la reflexió profunda i s'expressa amb la confluència dels llenguatges contemporanis dels quals fa un ús irònic per a denunciar-ne la trivialitat. Conreà la temàtica de la quotidianitat urbana, profundament novaiorquesa, molt influenciada pel cinema i pels mitjans de comunicació.
Va publicar una trentena de poemaris, entra els quals destaquen Alguns arbres (Some Trees, 1956, traduït al català per Melcion Mateu), The Tennis Court Oath (1962), Autoretrat en un mirall convex (Self-Portrait in a Convex Mirror, 1975), Houseboat Days (1977, A Wave (1984) i And the Stars Were Shining (1994).
Va ser guardonat amb els premis Pulitzer, el National Book Award, el Bollingen, el Grand Prix de Bruxelles, el Lenore Marshall i el Feltrinelli.
L'any 1993 participà a Rio de Janeiro en la famosa trobada dels "Tres Joans", en la qual fou homenatjat juntament amb els poetes João Cabral de Melo Neto i Joan Brossa.

## Traduccions al català
- Autoretrat en un mirall convex. Traducció i introducció de Melcion Mateu i Adrover, postfaci d'Eloy Fernández Porta. Girona: Llibres del Segle, 2019.
- Alguns arbres. Traducció i introducció de Melcion Mateu i Adrover. Barcelona: Edicions 62, 2001.